# 시간지리학
시간지리학(time geography) 또는 시공간지리학(time-space geography)은 사회적 상호 작용, 생태학적 상호 작용, 사회 및 환경 변화, 개인의 전기와 같은 공간적, 시간적 과정과 사건에 대한 진화하는 학제간 관점이다. 시간 지리학은 "그 자체로 주제 영역이 아니다." 오히려 공간과 시간이 동적 프로세스 분석의 기본 차원인 통합적인 존재론적 프레임워크이자 시각적 언어이다. 시간 지리학은 원래 인문 지리학자에 의해 개발되었지만 오늘날에는 교통, 지역 계획, 지리, 인류학, 시간 사용 연구, 생태학, 환경 과학 및 공중 보건과 관련된 여러 분야에 적용된다. 스웨덴 지리학자 보 렌토르프(Bo Lenntorp)에 따르면, "이것은 기본적인 접근 방식이며 모든 연구자는 자신의 방식으로 이를 이론적 고려 사항에 연결할 수 있다."

## 같이 보기
- 행위자 기반 모형
- 지리 정보 시스템
- 생키 다이어그램